# Scituloglaucytes santaecrucis
Scituloglaucytes santaecrucis là một loài bọ cánh cứng trong họ Cerambycidae.